# アハメド・アリ
アハメド・アリ（Ahmed Ali、1993年11月15日 ‐ ）は、スーダンの陸上競技選手。アメリカ合衆国・ヒューストン出身。専門は短距離走で、200mの20秒16をはじめ複数種目のスーダン記録保持者。2016年リオデジャネイロオリンピック男子200mのスーダン代表。

## 経歴

### 中学・高校・大学
中学1年の時に陸上競技を始めたが、当初は長距離走の選手だった。
アリーフ・ヘイスティングス高校 (en) 時代は、2012年にテキサス州選手権（Texas Class 5A Outdoor Championships）の男子200mで5位、ニューバランス室内全米大会（New Balance Indoor Nationals）の男子60mと男子200mに出場するなどの実績を残した。
サウス・プレインズ大学 (en) 時代は短期大学トップクラスのスプリンターとして活躍し、2013年の全米短期大学選手権（NJCAA選手権）の男子100mで4位、男子4×100mリレーで優勝に貢献。2014年の全米短期大学選手権では男子100mと男子200mで9位、男子4×100mリレーでは連覇に貢献した。
アラバマ大学時代は全米学生選手権（NCAA選手権）や南西部学生選手権（SEC選手権）で優勝を経験することはできなかったものの、全米学生選手権は2015年大会の男子4×100mリレーで8位に貢献、南西部学生選手権は2015年と2016年大会の男子4×100mリレーで3位に貢献した。

### 国際大会など
アメリカ合衆国代表として2013年7月のカザンユニバーシアード (en) 男子100mに出場予定だったが棄権した。
2015年7月15日からスーダンの選手として競技が可能になった。
2016年4月1日のフロリダリレー（Florida Relays）学生招待男子200mで今季世界最高記録（当時）およびスーダン新記録の20秒16（+2.0）をマークした。

## 自己ベスト
記録欄の（　）内の数字は風速（m/s）で、+は追い風を意味する。
| 種目 | 記録           | 年月日        | 場所         | 備考           |
| 屋外 | 屋外           | 屋外          | 屋外         | 屋外           |
| ---- | -------------- | ------------- | ------------ | -------------- |
| 100m | 10秒23 (0.0)   | 2013年4月6日  | ラボック     |                |
| 100m | 10秒12w (+5.0) | 2013年5月18日 | ハッチンソン | 追い風参考記録 |
| 200m | 20秒16 (+2.0)  | 2016年4月1日  | ゲインズビル | スーダン記録   |
| 室内 |                |               |              |                |
| 60m  | 6秒66          | 2013年2月16日 | レベルランド |                |
| 200m | 21秒33         | 2012年3月11日 | ニューヨーク |                |

### その他スーダン記録
| 種目 | 記録          | 年月日                      | 場所                        |      |
| 屋外 | 屋外          | 屋外                        | 屋外                        | 屋外 |
| ---- | ------------- | --------------------------- | --------------------------- | ---- |
| 100m | 10秒27 (+1.2) | 2016年4月9日                | バトンルージュ              |      |
| 室内 |               |                             |                             |      |
| 60m  | 6秒84         | 2016年1月16日 2016年1月22日 | ナッシュビル バーミングハム |      |
| 200m | 21秒39        | 2016年2月5日                | アルバカーキ                |      |

## 主要大会成績
備考欄の記録は当時のもの
| 年       | 大会                | 場所             | 種目     | 結果     | 記録          | 備考       |
| スーダン | スーダン            | スーダン         | スーダン | スーダン | スーダン      | スーダン   |
| -------- | ------------------- | ---------------- | -------- | -------- | ------------- | ---------- |
| 2015     | 世界選手権          | 北京             | 200m     | 予選     | DQ            | レーン侵害 |
| 2016     | アフリカ選手権 (en) | ダーバン         | 200m     | 準決勝   | 21秒38 (+1.2) |            |
| 2016     | オリンピック        | リオデジャネイロ | 200m     | 予選     | 20秒78 (+0.6) |            |
| 2017     | アラブ選手権 (en)   | ラデス           | 200m     | 優勝     | 20秒49 (+1.9) |            |
| 2017     | 世界選手権          | ロンドン         | 200m     | 予選     | 20秒64 (+0.6) |            |